# Sandra Hess
Sandra Hess é uma atriz suíça. Já fez vários filmes e seriados. Sua participação em filmes mais lembrada é em Mortal Kombat a Aniquilacão e nos seriados NCIS.

## Curiosidades
- Sonya Blade - Mortal Kombat a Aniquilacão;
- Participou de 8 episódios de NCIS até a morte de sua personagem;
- Interpretou a vilã Viper no filme Nick Fury: Agente da SHIELD de 1998;
- É noiva do ator Michael Trucco.